# 欧州保守改革党
欧州保守改革党（おうしゅうほしゅかいかくとう、英: European Conservatives and Reformists Party、ECR Party）は、保守的で、穏健な欧州懐疑主義を掲げる欧州規模の政党。2019年に前身の欧州保守改革同盟(AECR)から改称した。欧州議会では、欧州保守改革グループという院内会派を形成している。
2006年結成の欧州改革運動（MER）を前身として、2009年の欧州議会議員選挙および院内会派の欧州保守改革グループ形成後に、2009年10月1日に欧州保守改革同盟(ARCR)が結成され、2010年1月に欧州議会によって正式に登録された。欧州保守改革同盟の54人の欧州議会議員の内、44人が会派に参加し、残りの10人が会派への参加を見送った。2010年6月8日に行われた初の党大会で、欧州議会に議員を送っていないルクセンブルクのオルタナティヴ民主改革党、ブルガリアの秩序・法・正義の2つの政党が新たに加わり、更に2014年11月1日にジョージア保守党も参加した。
かつて国際民主同盟（IDU）のヨーロッパ支部だった欧州民主同盟を欧州人民党（EPP）が2002年に吸収して以降、EPPと並び、IDUのヨーロッパ支部としての機能も果たしている。

## 参加政党
| 政党                                                 | 国               | 欧州議会議員数   |
| ---------------------------------------------------- | ---------------- | ---------------- |
| 繁栄するアルメニア                                   | アルメニア       | EU非加盟         |
| アゼルバイジャン人民戦線                             | アゼルバイジャン | EU非加盟         |
| 無所属の欧州議会議員                                 | ブルガリア       | 2                |
| クロアチア保守党                                     | クロアチア       | 1                |
| 市民民主党                                           | チェコ           | 2                |
| 人民党                                               | フェロー諸島     | EU非加盟         |
| 真のフィンランド人                                   | フィンランド     | 2                |
| キリスト教民主運動                                   | ジョージア       | EU非加盟         |
| ジョージア保守党                                     | ジョージア       | EU非加盟         |
| 進歩再生連合                                         | ドイツ           | 5                |
| 独立党                                               | アイスランド     | EU非加盟         |
| 保守主義者・改革主義者党                             | イタリア         | 2                |
| コソボ民主党                                         | コソボ           | EU議会には不参加 |
| 国民連合                                             | ラトビア         | 1                |
| リトアニア・ポーランド人選挙活動＝キリスト教家族連合 | リトアニア       | 1                |
| オルタナティヴ民主改革党                             | ルクセンブルク   | 0                |
| 変革のための運動                                     | モンテネグロ     | EU議会には不参加 |
| 法と正義                                             | ポーランド       | 18               |
| M10                                                  | ルーマニア       | 1                |
| 新たな共和国                                         | ルーマニア       | 0                |
| 市民保守党                                           | スロバキア       | 0                |
| 自由と連帯                                           | スロバキア       | 1                |
| 新たな多数派                                         | スロバキア       | 1                |
| 保守党                                               | イギリス         | EU離脱           |
| アルスター統一党                                     | イギリス         | EU離脱           |